# فرودگاه دومنا
فرودگاه دومنا (به انگلیسی: Domna) یک فرودگاه نظامی است که یک باند فرود بتن دارد و طول باند آن ۲۵۰۰ متر است. این فرودگاه در شهر چیتا کشور روسیه قرار دارد و در ارتفاع ۶۹۵ متری از سطح دریا واقع شده‌است.